# Concurso oposición
Concurso oposición est une bande dessinée espagnole illustrée par Francisco Ibáñez, appartenant à la franchise Mortadel et Filémon, éditée en 1975.

## Synopsis
Les agents de la T.I.A. sont tous très âgés. La T.I.A. va renforcer ses effectifs d'agents par le biais d'un Concurso-oposición. Mortadel et Filémon seront chargés d'organiser le concours et de tester les candidats. 